# Stopień wojskowy
Stopień wojskowy (potocznie niekiedy szarża) – tytuł żołnierza oznaczający miejsce danej osoby w hierarchii wojskowej oraz warunkujący zajmowanie stanowiska służbowego o określonym stopniu etatowym. Stopnie wojskowe mają swoje oznaki, składające się najczęściej z gwiazdek, tzw. diamentów, belek i krokiewek. Oznaki stopni umieszcza się na mundurze. W SZ RP oznaki stopni nosi się na naramiennikach (wz. 93), klatce piersiowej (wz. 2010), nakryciu głowy (czapce garnizonowej, berecie czy furażerce), rękawach mundurów (w Marynarce Wojennej) lub na lewej piersi kurtki mundurowej.
Hierarchia stopni w wojsku często bywa powielana w innych służbach mundurowych danego kraju (policji, służbie granicznej, straży pożarnej, służbie więziennej itp.); a także w służbie chroniącej władze np. Służbie Ochrony Państwa.

Stopień wojskowy umieszczony na naramienniku
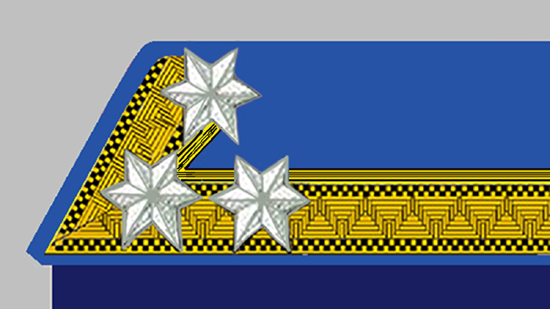
Stopień wojskowy umieszczony na kołnierzu
Stopień wojskowy umieszczony na rękawie
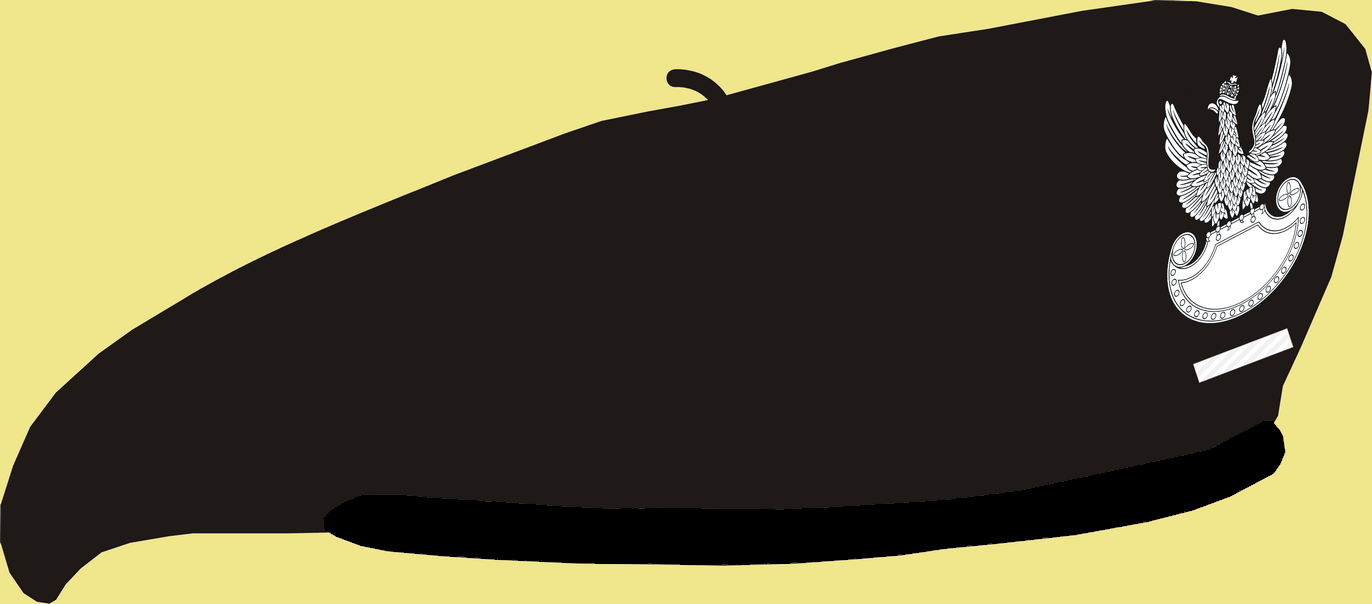
Stopień wojskowy umieszczony na berecie
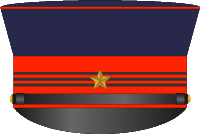
Stopień wojskowy umieszczony na czapce garnizonowej